# Gunhyltan

Gunhyltan är en gård från åtminstone 1700-talet i Harstads socken, Lysings härad. Den bestod av 1/8 mantal. 

## Ägare och boende
- 1741-1755 Sven Håkansson (1696-1755).
- 1756-1761 Hedvig, änka. 1/8.
- 1765 Håkan.
- 1771-1797 Peter Nilsson (1714-1797), bonde.
- 1811-1834 Anders Persson (1771-), bonde och sexman. 1/16 mantal.
- 1811-1834 Anders Hansson (1768-), bonde. 1/16 mantal.
- 1838-1845 Johannes Hansson (1809-). 1/16 mantal.
- 1839-1845 Anders Persson (1771-), bonde och sexman. 1/16 mantal.

## Torp och backstugor
- Skytthemmet, var ett torp mellan 1789 och 1799.
- Bäckstugan, var ett backstuga mellan 1805 och 1809.
- Lindstugan, var ett torp mellan 1805 och 1809.